# Stanzer Straße
De Stanzer Straße (L253) is een 2,51 kilometer lange Landesstraße (lokale weg) in het district Landeck in de Oostenrijkse deelstaat Tirol. De straat is een zijweg van de Grinner Straße (L252) en voert in de richting van Stanz bij Landeck (1038 m.ü.A.)., Het beheer van de straat valt onder de Straßenmeisterei Landeck/Zams.
In de deelstaatswet van 12 november 1997 is het straatverloop van de Stanzer Straße officieel vastgelegd als Stanz bei Landeck/Köterbach (L 252 Grinner Straße) – Landeck/Köterbach – Stanz bei Landeck/Widum. De weg is in beide richtingen verboden toegang voor autobussen langer dan twaalf meter.